# Frank Ronstadt
Frank Ronstadt, né le 21 juillet 1997 à Hambourg en Allemagne, est un footballeur allemand qui joue au poste de latéral droit au 1. FC Kaiserslautern.

## Biographie

### Hambourg SV (2016-2018)
Formé au sein du Hambourg SV, la carrière du joueur débute dans l'équipe réserve du club évoluant en Regionalliga Nord en 2016.

### SV Werder Brême (2018-2019)
Ne s'imposant pas en équipe première avec son club formateur, le joueur rejoint en 2018 le SV Werder Brême.
Étant titulaire indiscutable avec l'équipe réserve de son nouveau club, il peine une nouvelle fois à s'imposer en équipe première.

### FC Würzburger Kickers (2019-2021)
Il rejoint en 2019 le FC Würzburger Kickers, club de 3. Liga. Devenant rapidement titulaire au sein du club, il participe à la montée de ce dernier en 2. Bundesliga à l'issue de sa première saison, terminant vice-champion du championnat derrière l'équipe réserve du FC Bayern Münich.
Découvrant la deuxième division, le club ne parvient pas à se maintenir malgré les efforts d'un effectif limité pour ce niveau.

### SV Darmstadt 98 (2021-2024)
Libre de tout contrat, il s'engage en fin de saison avec le SV Darmstadt 98, club de 2. Bundesliga.
En 2023, il termine vice-champion du championnat et accède pour la première fois de sa carrière au plus haut échelon du football allemand.

### 1. FC Kaiserslautern (depuis 2024)
Jouant peu en Bundesliga avec Darmstadt, le joueur rejoint le 1. FC Kaiserslautern en 2. Bundesliga lors du mercato hivernal.

## Palmarès
| FC Würzburger Kickers :          | SV Darmstadt 98 :                      |
| -------------------------------- | -------------------------------------- |
| - 3. Liga - Vice-champion : 2020 | - 2. Bundesliga - Vice-champion : 2023 |